# Foreste pluviali di Atsinanana
Le foreste pluviali di Atsinanana, in Madagascar, sono un gruppo di sei parchi nazionali che si trovano sulla parte orientale dell'isola. Queste antiche foreste raccontano la storia geologica dell'isola e la sua separazione dagli altri continenti, avvenuta oltre 60 milioni di anni fa. Le foreste sono state aggiunte ai patrimoni dell'umanità dell'UNESCO a causa della loro biodiversità e delle specie a rischio che le abitano, come i lemuri.

## Parchi
- Parco nazionale di Andohahela[2]: si trova a sud-est dell'isola, con una superficie di 76 020 ettari, e contiene una foresta tropicale densa ed una foresta spinosa tipica dell'isola.
- Parco nazionale di Andringitra[3]: anche questo parco si trova a sud-est. Ha una superficie di 31 160 ettari e contiene alte montagne (la più elevata delle quali raggiunge i 2.658 m) e valli profonde. La foresta è detta "tropicale di bassa altitudine" (foreste di piante spinose, orchidee, 300 specie di piante vascolari e fiori selvatici). Vi si trovano oltre 100 specie di uccelli, 55 di rane e 13 di lemuri.
- Parco nazionale di Marojejy[4]: è considerato uno dei più belli del Madagascar. È una foresta tropicale con vegetazione montana e di brughiera. Sono state classificate nel parco 60 specie di rane e 116 di mammiferi.
- Parco nazionale di Masoala[5]: copre 210 000 ettari. Questa foresta costeggia le spiagge di sabbia. Nel parco si trovano foreste tropicali di media altitudine. Contengono il 50% della biodiversità dell'isola. Vi si trovano anche lemuri, vari rossi, masoala madagascariensis, scogliere di corallo, balene, pipistrelli, aquile serpentarie del Madagascar e civette rosse.
- Parco nazionale di Ranomafana[6]: 41 000 ettari che formano uno dei parchi più apprezzati e più importanti dell'isola. Creato nel 1991 dopo la scoperta dell'apalemure dorato nel 1986. Ranomafana è il migliore dei parchi più recenti. Vi si trovano 114 specie di uccelli e 12 tipi di lemuri.
- Parco nazionale di Zahamena[7]: nel parco di 64 000 ettari vivono 13 specie di lemuri.